# Lymnas ludmila
Lymnas ludmila är en fjärilsart som beskrevs av Jose Francisco Zikán 1952. Lymnas ludmila ingår i släktet Lymnas och familjen Riodinidae. Inga underarter finns listade i Catalogue of Life.